# Ярчевський Андрій Романович
Андрі́й Рома́нович Ярче́вський (позивний «Нокаут»; 11 червня 1999, м. Бровари, Київська область — 4 листопада 2023, с. Діброва, Луганська область) — український військовослужбовець Національної гвардії України, навідник міномета, учасник російсько-української війни.

## Життєпис
Народився 11 червня 1999 року в місті Бровари Київської області у звичайній сім'ї — тато юрист, мама фінансист. Єдиний син у батьків.
Базову загальну середню освіту здобув в Броварському ліцеї № 3 у 2014 році. Того ж року вступив до Коледжу морського і річкового флоту Державного університету інфраструктури та технологій. У липні 2018 отримав диплом молодшого спеціаліста за спеціальністю «Правознавство» та вступив на ІІ курс Національного університету фізичного виховання і спорту України за спеціальністю «Фізична реабілітація» на заочне відділення. Одночасно працював у столичній ІТ-компанії «Фрінет» оператором кол-центру.

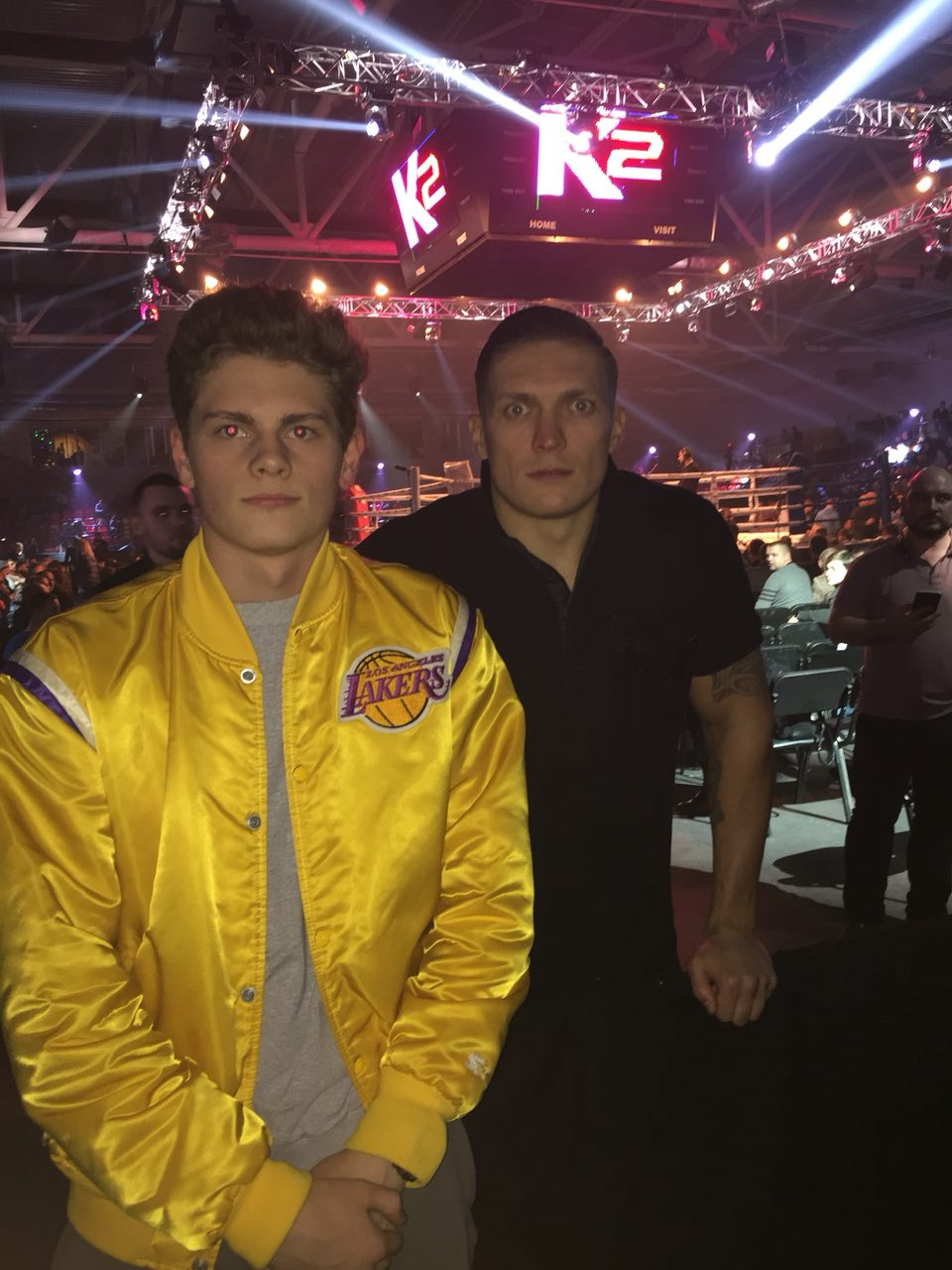
Андрій Ярчевський і Олександр Усик, 17 грудня 2017 рік

Ще першокласником дідусь відвів Андрія до секції з вільної боротьби до Броварського вищого училища фізичної культури, де починали свою спортивну діяльність брати Клички. До четвертого класу Андрій відвідував секцію. У п'ятому класі вільного часу було вже менше, і секцію довелося залишити. Але думки про спорт не полишали Андрія, у нього була мрія — стати чемпіоном з боксу і побувати в США.
Андрій вів здоровий спосіб життя, наполегливо тренувався, відвідував усі можливі боксерські поєдинки, що проводились у Києві та в рідному місті Бровари. Кожного разу, зустрічаючи знаменитість зі світу спорту, просив автограф або фото на згадку. Завжди відвідував двобої і пресконференції наших «олімпійців» та чемпіонів світу: Олександра Усика, Дениса Берінчика, Артема Далакяна, Жана Беленюка. Прокинутись о 5 ранку, щоб подивитись поєдинок Ярослава Амосова в США — це вже було звичкою. Мухаммед Алі та Олександр Усик — особистості, з котрих брав приклад як на ринзі, так і поза ним — справжні моральні авторитети, на котрих Андрій рівнявся.
Мріяв здобути освіту програміста, про сім'ю, дітей, великий дім і собаку. Але його мріям не судилося здійснитися.

#### Російсько-українська війна
Війна застала Андрія в Києві на роботі. Він працював у столиці в ТОВ «Діджітал Скрінз» інженером з комп'ютерних систем. Андрій продовжував працювати, забезпечуючи безперебійну трансляцію новин на каналах України.
Додому ні разу не приїхав. Щоразу, коли телефонував батькам, питав, чи не приходила йому повістка. Не дочекавшись, пішов до військкомату, навіть не за місцем проживання, а в столиці, щоб швидше оформити документи. Додому приїхав лише попрощатися. Казав: «Якби я міг піти на війну ще в 2014, війна вже давно б закінчилася. Вона продовжується, бо на полі бою ще не було мене».
Андрій був призначений у військову частину Збройних сил України А1890, в якій проходив строкову службу в 2019—2020 роках. У рідній військовій частині Андрій здобув знання з управління переносним зенітно-ракетним комплексом «Стінгер». Пізніше став інструктором з мінометних розрахунків. Керівництво військової частини пропонувало Андрію бути і надалі інструктором, навчати наших захисників у відносному тилу. Але Андрій не шукав легких шляхів, наголошував, що у тилу мають бути ті військові, які за станом здоров'я не можуть йти на передову, а такі, як він — сильні і здорові, мають захищати країну на полі бою.
Андрій шукав можливості потрапити до бойових підрозділів морських піхотинців (десант) та інших, але успіхів не мав. Отримавши чергову відмову, подав заявку на вступ до 12 бригади спеціального призначення «Азов».
На початку 2023 року батальйон спеціального призначення полку «Азов» прийняв Андрія у свої ряди до «Гвардії Наступу». Пройшов курс молодого бійця, освоїв міномет та став навідником. Отримав позивний «Нокаут».

13 серпня 2023 року Андрій у складі «Гвардії наступу» батальйону спеціального призначення «Азов» відправився на Схід, щоб бити ворога та повернутися додому з перемогою. 

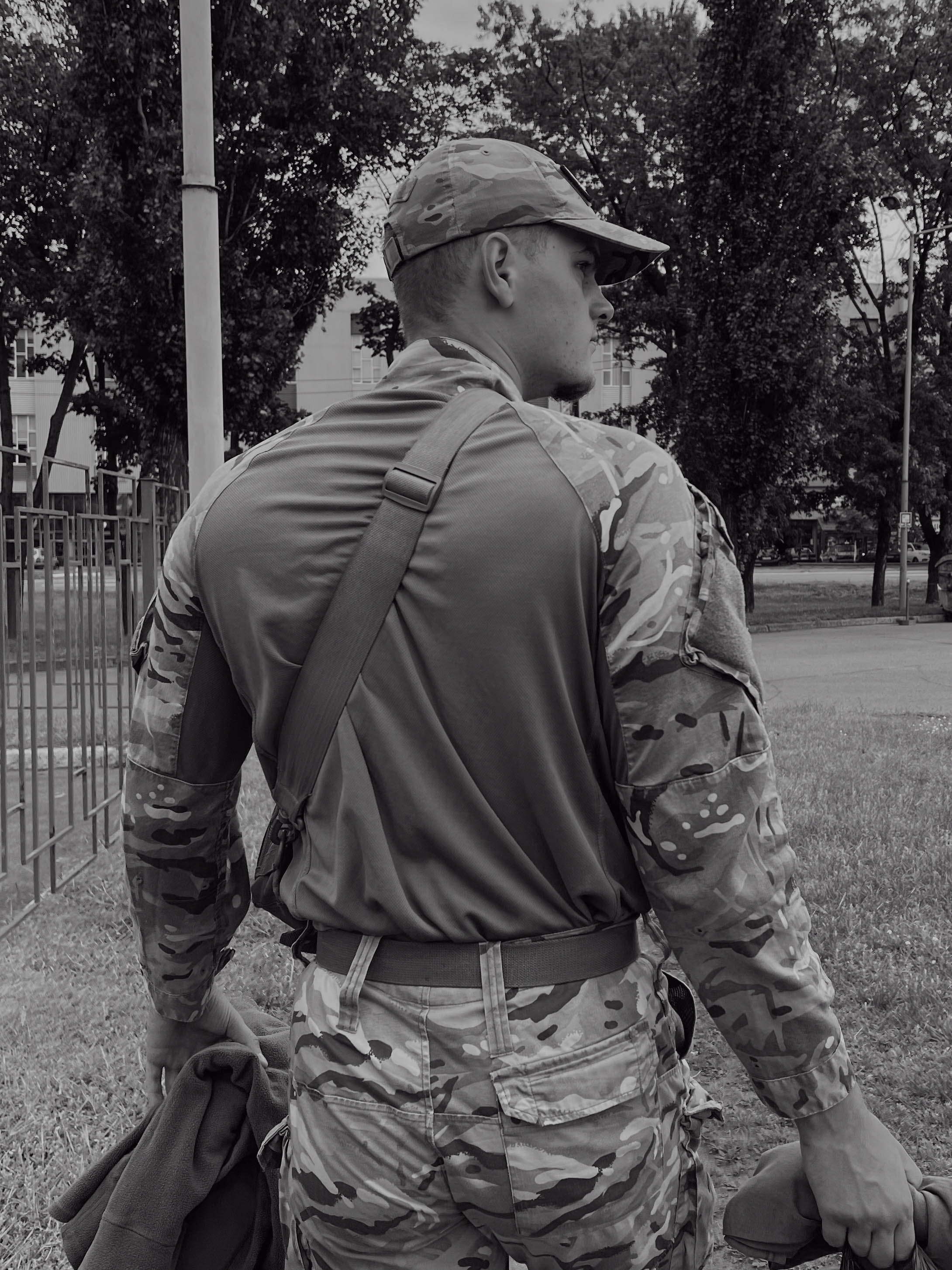

5 листопада 2023, вперше за півтора року, Андрій мав їхати у відпустку до рідного міста Бровари на 10 днів після чергового виїзду на позицію. Батьки, бабуся, кохана дівчина та друзі чекали свого Героя додому, готувалися до зустрічі. Але цього ж дня батькам повідомили: «4 листопада 2023 року ваш син Андрій Ярчевський героїчно загинув при виконанні бойового завдання, закривши своїм тілом побратимів від удару ворожого граду».
Свій останній бій Андрій прийняв на території Серебрянського лісництва с. Діброва Сєвєродонецького району Луганської області. Побратими змогли дістати Андрія з поля бою та намагались врятувати йому життя, але на жаль, серце Героя не витримало.
Прощання відбулося 8 листопада 2023 року в рідному місті Бровари, відспівування — в Церкві Покрови Пресвятої Богородиці. Поховано на кладовищі № 3 (вул. Олега Онікієнка) м. Бровари, Броварського району, Київської області.

## Нагороди
Орден «За мужність» ІІІ ступеня — за особисту мужність і самовідданість, виявлені у захисті державного суверенітету та територіальної цілісності України, сумлінне та бездоганне служіння Українському народові.